# Logaritmische spiraal

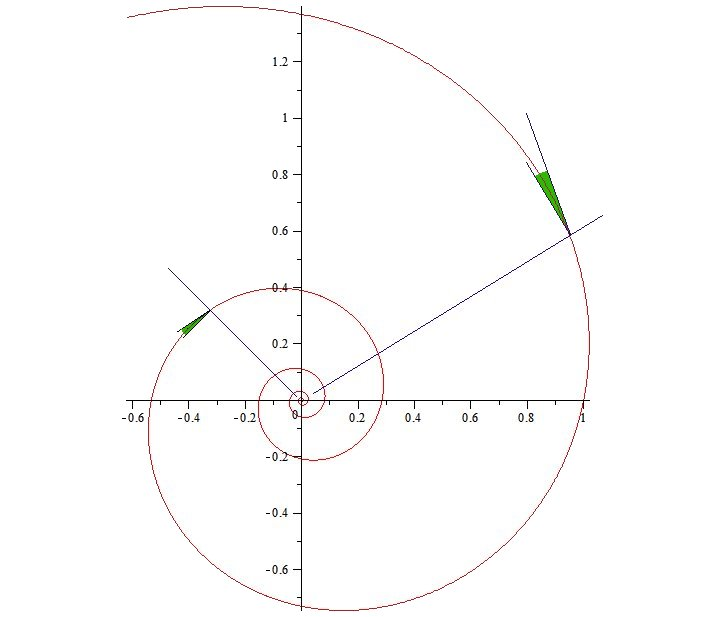
Logaritmische spiraal. De hoek tussen de raaklijn en de loodrechte op de voerstraal is in ieder punt hetzelfde.

De logaritmische spiraal is een vlakke kromme waarvan de toename van de lengte van de voerstraal – dat is het verbindingslijnstuk van de oorsprong van het assenstelsel met een willekeurig punt op de kromme – evenredig is met de lengte van de voerstraal zelf, met als gevolg dat de lengte van de voerstraal een exponentiële functie van de hoek is tussen de voerstraal en de {\displaystyle x}-as.
De wiskundige Jakob Bernoulli gaf deze kromme de Latijnse naam spira mirabilis. Iedere logaritmische spiraal is door vermenigvuldigen en roteren weer tot zichzelf terug te voeren. Deze eigenschap werd op de grafsteen van Jakob Bernoulli vereeuwigd met de woorden eadem mutata resurgo, veranderd en nog dezelfde, zal ik opnieuw opstaan.
De armen van spiraalvormige sterrenstelsels zijn een voorbeeld van een logaritmische spiraal. De raaklijnen aan de spiraal maken in de Melkweg een hoek van ongeveer 12° met de lijn, die loodrecht op de voerstraal staat.

## Vergelijkingen
Reken met poolcoördinaten en bepaal de lengte van de voerstraal {\displaystyle r} als functie van de hoek {\displaystyle \theta }, dus {\displaystyle r=r(\theta )}. Indien de toename van de voerstraal {\displaystyle \mathrm {d} r} evenredig is met de voerstraal zelf geldt voor een kleine toename van de hoek {\displaystyle \mathrm {d} \theta }:
{\displaystyle \mathrm {d} r=b\cdot r\mathrm {d} \theta }
waarin {\displaystyle b} de evenredigheidsconstante is. Deze differentiaalvergelijking oplossen geeft:
{\displaystyle r=ae^{b\cdot \theta }}
Dit is de vergelijking van de logaritmische spiraal in poolcoördinaten. Hierbij is {\displaystyle a} een positief getal en {\displaystyle b} een getal verschillend van 0. Het domein van deze functie is {\displaystyle (-\infty ,+\infty )}. Deze vergelijking is equivalent met:
{\displaystyle \theta ={\frac {\ln(r/a)}{b}}}
De parametervergelijking van de spiraal is:
{\displaystyle x(t)=ae^{b\cdot t}\cos(t)}
{\displaystyle y(t)=ae^{b\cdot t}\sin(t)}
De hoek {\displaystyle \theta } uit de vergelijking in poolcoördinaten wordt hier als parameter gebruikt. Ongeacht of men de vergelijking in polaire vorm dan wel de vergelijkingen in parametervorm beschouwt, zijn er drie mogelijkheden:
- {\displaystyle b>0\ }: De lengte van de voerstraal van de spiraal neemt in tegenwijzerzin toe,
- {\displaystyle b=0\ }: Er ontstaat geen spiraal, maar een cirkel met straal {\displaystyle a} en
- {\displaystyle b<0\ }: De voerstraal van de spiraal neemt in wijzerzin toe.

## Eigenschappen

### Hoek
De hoek {\displaystyle \alpha } tussen de raaklijn en de loodrechte op de voerstraal is constant:
{\displaystyle \tan \alpha =b}
Wegens deze eigenschap wordt de logaritmische spiraal ook de equiangulaire spiraal genoemd.

### Booglengte
De infinitesimale booglengte {\displaystyle {\rm {d}}s} is:
{\displaystyle {\rm {d}}s={\sqrt {{\rm {d}}x^{2}+{\rm {d}}y^{2}}}=a{\sqrt {1+b^{2}}}\,e^{b\theta }\,{\rm {d}}\theta }
De booglengte zelf vanaf de oorsprong tot aan het punt dat hoort bij de hoek {\displaystyle \theta _{0},} is dan:
{\displaystyle s(\theta _{0})=\int _{-\infty }^{\theta _{0}}ds={\frac {a}{b}}{\sqrt {1+b^{2}}}\,e^{b\theta _{0}}}
Wanneer men integreert vanaf {\displaystyle -\infty }, wentelt de spiraal een oneindig aantal keren rond de oorsprong vooraleer de parameter {\displaystyle \theta } positief wordt. Nochtans is de totale booglengte van al deze wentelingen eindig.

### Rectificering
De raaklijn aan de spiraal in een punt waarin de spiraal de {\displaystyle x}-as snijdt, snijdt ook de {\displaystyle y}-as. Het lijnstuk tussen de twee snijpunten is een rectificering van de kromme, wat inhoudt dat de afstand tussen de beide snijpunten gelijk is aan de totale booglengte van de kromme tot aan het bedoelde snijpunt met de {\displaystyle x}-as.

### Zelfgelijkvormigheid
Wanneer de figuur van de logaritmische spiraal over een willekeurige hoek wordt geroteerd, is het steeds mogelijk door een schaalvergroting de figuur weer te laten samenvallen met de oorspronkelijke spiraal. Dit is wiskundig op eenvoudige wijze aan te tonen. De geroteerde spiraal over een hoek {\displaystyle \alpha } is:
{\displaystyle r_{\alpha }(\theta )=ae^{b\cdot (\theta -\alpha )}}
dit is gelijk aan:
{\displaystyle r_{\alpha }(\theta )=e^{-b\cdot \alpha }\ ae^{b\cdot \theta }=e^{-b\cdot \alpha }\,r(\theta )}
Dit is een veelvoud, een herschaling, van de oorspronkelijke logaritmische spiraal. Deze eigenschap is op de grafsteen van Bernoulli vereeuwigd

### Evolute
De evolute van de logaritmische spiraal is opnieuw een logaritmische spiraal met dezelfde parameter {\displaystyle b}, maar met een factor a gelijk aan gelijk aan {\displaystyle a\cdot b\cdot e^{-b\pi /2}}.
{\displaystyle r_{\mathrm {evolute} }(\theta )=a\ (be^{-b\pi /2})\ e^{b(\theta +\pi /2)}}
Wanneer een logaritmische spiraal met {\displaystyle b>0} samen met haar evolute wordt getekend, beiden voor een gelijk interval van de parameter {\displaystyle t}, is de spiraal van de evolute qua voerstraal kleiner dan de oorspronkelijke spiraal. De evolute is ook 90° gedraaid in tegenwijzerzin tegenover de ligging van de oorspronkelijke spiraal.

## Biologie

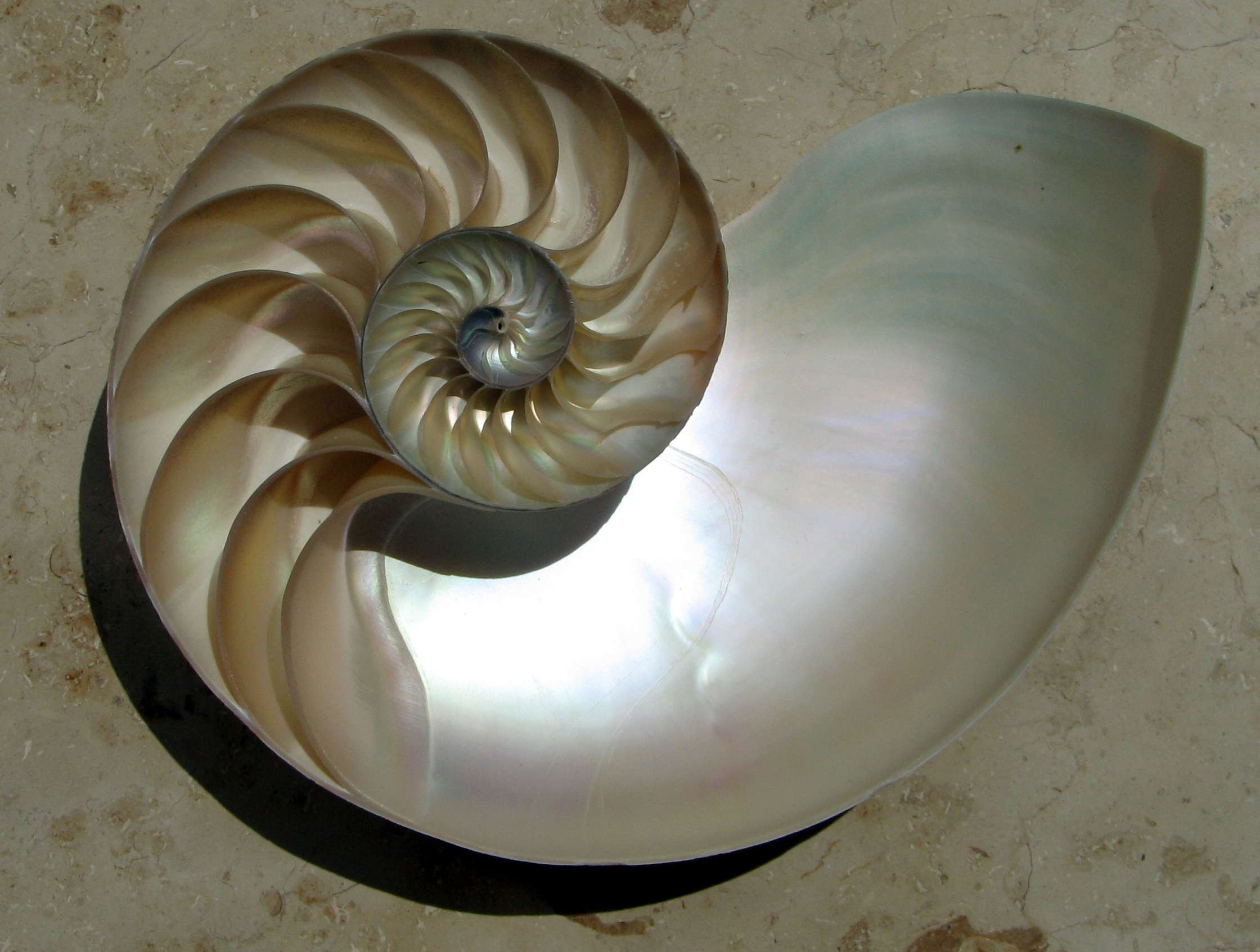
De kamers in een Nautilusschelp vormen een logaritmische spiraal.

- De logaritmische spiraal komt veel in de natuur voor. De omvang van de toename van een organisme is evenredig met de reeds bereikte grootte van het organisme. Dit is bij onder andere schelpen van weekdieren te zien

- Een havik nadert zijn prooi via een logaritmische spiraal. Dit is een gevolg van het feit dat hij het scherpst ziet onder een bepaald hoek ten opzichte van de richting waarin hij vliegt.[1]

- Drie muizen of andere dieren die elkaar achtervolgen vanuit de hoekpunten van een gelijkzijdige driehoek volgen een logaritmische spiraal. Dit is het muizenprobleem.